# Домброва (гміна Роздражев)
Домброва (пол. Dąbrowa) — село в Польщі, у гміні Роздражев Кротошинського повіту Великопольського воєводства.
Населення — 375 осіб (2011).
У 1975-1998 роках село належало до Каліського воєводства.

## Демографія
Демографічна структура станом на 31 березня 2011 року:
|          | Загалом | Допрацездатний вік | Працездатний вік | Постпрацездатний вік |
| -------- | ------- | ------------------ | ---------------- | -------------------- |
| Чоловіки | 171     | 40                 | 115              | 16                   |
| Жінки    | 204     | 60                 | 105              | 39                   |
| Разом    | 375     | 100                | 220              | 55                   |